# Sicalis citrina
O canário-rasteiro ou canário-pardo-amarelo-claro (Sicalis citrina) é uma espécie de ave passeriforme da família Thraupidae.
É encontrato na Argentina, Bolívia, Brasil, Colômbia, Guiana, Paraguai, Peru, Suriname, e Venezuela.
Seu habitat natural  é o cerrado.